# Gustaf Adolf von Danckwardt
Gustaf Adolf von Danckwardt, född 23 december 1700 i Linköping, död 26 oktober 1768, var en svensk ämbetsman och hovjägmästare.
Danckwardt var student vid Uppsala universitet 1707–1717 Han blev kanslist i kammarkollegium 1718 och kanslist vid riksrådet och fältmarskalken Erik Sparres ambassad till Frankrike 1719. Han var kanslijunkare i kungliga kansliet 1720 och blev kunglig jaktjunkare 1728. Han blev vice överjägmästare i Uppsala och Stockholms län 1729 samt ordinarie överjägmästare där 1731. Han utnämndes till hovjägmästare 1744. Via sin fru kom han att bli ägare till Sigridsholms säteri i Lunda socken.
Han var son till landshövdingen Peter von Danckwardt (1662-1732) och Anna Catharina Gyllenadler (1659-1710) som var dotter biskopen Samuel Enander (1607-1670), adlad Gyllenadler. Han var från 1735 gift med Ebba Gustaviana Falkenberg af Trystorp (1716-1768) som var dotter till överstelöjtnanten Carl Falkenberg (1685-1754). Paret fick fyra barn där dottern Margareta Christina (1736-1819) blev maka till konteramiralen Per Lilliehorn (1729-1798) och dottern Anna Sofia (1741-1768) blev maka till hovrättsrådet Rudman Bergenstråhle.